# Hyleoides zonalis
Hyleoides zonalis là một loài ong trong họ Colletidae. Loài này được Smith miêu tả khoa học đầu tiên năm 1853.